# サイボーグ工学
サイボーグ工学（サイボーグこうがく）は、生体の器官や組織の一部を人工的なものに置換し、失われた機能を補完、再生したり、元の生体より優れた機能を持たすことを目的とした学問である。神経工学との関連が強く、一般的には生物工学の一分野とされている。